# この恋は初めてだから
『この恋は初めてだから』（朝: 이번 생은 처음이라、英: Because This Is My First Life）は2017年10月9日から2017年11月28日までtvNで放送されていた韓国のテレビドラマ。
キャリア、人間関係、結婚に関するさまざまな視点について取り上げている。このシリーズは、2007年以来のイ・ミンギの最初の小画面主役をマーク。 2017年10月9日から11月28日までの毎週月曜日と火曜日の21：30（KST）、tvNで放映された 。

## あらすじ
IT企業の社員ナム・セヒ(イ・ミンギ)は38歳のどこにでもいるサラリーマン。性格にくせがあり、人やお金にあまり興味がない独身主義者。働き始めた頃に将来を考え家を購入したが、今はローン返済に苦しめられる生活を送っている。 一方、30歳独身ユン・ジホ(チョン・ソミン)は名高いソウル大学卒の高学歴女子。脚本家の夢をあきらめられず、安月給の見習い作家としてかれこれ5年働いている。 一緒に住んでいる弟ができちゃった結婚をすることになり、居場所がなくなってしまったジホは家を出る羽目に。 そんな二人がひょんなことから一つ屋根の下で暮らすことになるのだが…。

## 出演

### 主要人物
ナム・セヒ　演 - イ・ミンギ
IT企業のアプリ開発デザイナー。
ユン・ジホ　演 - チョン・ソミン（子役:イ・チュユン）
見習いのドラマ脚本家。
ウ・スジ　演 - イ・ソム
OL。ジホの友人。
マ・サング　演 - パク・ビョンウン
セヒの会社の代表。
ヤン・ホラン　演 - キム・ガウン
レストランマネージャー。ジホの友人でウォンソクの彼女。
シム・ウォンソク　演 - キム・ミンソク
アプリ開発者。ホランの彼氏。

### 周辺人物

#### ナムセヒ周辺の人々
ナム・ヒボン　演 - キム・ウンス
セヒの父。元高校の校長。
チョ・ミョンジャ　演 - ムン・ヒギョン
セヒの母親。専業主婦。

#### ユン・ジホ周辺の人々
ユン・ジョンス　演 - キム・ビョンオク
ジホの父。自動車センターのオペレーター。
キム・ヒョンジャ　演 - キム・ソニョン
ジホの母親。専業主婦。
ユン・ジソク　演 - ノ・ジョンヒョン
ジホの弟。
イ・ウンソル　演 - チョン・ヘウォン
ジソクの妻。

#### その他
ヨン・ボクナム　演 - キム・ミンギュ
ジホのことを気にしている。
コ・ジョンミン　演 - イ・チョンア
セヒの元彼女。
ユン・ボミ　演 - ユン・ボミ（Apink）
セヒの同僚。
ファン・ソクチョン　演 - ファン・ソクチョン
作家。

### カメオ出演
- ユン・ドゥジュン
- ユン・ソヒ[8]
- ヤン・ギウォン
- チャン・ウォンヨン
- パク・ソングン
- キム・イェリョン
- ソン・ソンユン

## 視聴率
| Ep   | 放送日         | 平均オーディエンスシェア | 平均オーディエンスシェア | 平均オーディエンスシェア | 参考          |
| Ep   | 放送日         | AGBニールセン            | AGBニールセン            | TNmS                     | 参考          |
| Ep   | 放送日         | 全国                     | ソウル                   | TNmS                     | 参考          |
| ---- | -------------- | ------------------------ | ------------------------ | ------------------------ | ------------- |
| 1    | 2017年10月9日  | 2.023％                  | 2.491％                  | 2.3％                    | [ 9 ]         |
| 2    | 2017年10月10日 | 2.647％                  | 3.738％                  | 2.5％                    | [ 10 ]        |
| 3    | 2017年10月16日 | 2.292％                  | 2.825％                  | 3.0％                    | [ 11 ]        |
| 4    | 2017年10月17日 | 3.841％                  | 4.702％                  | 3.6％                    | [ 12 ]        |
| 5    | 2017年10月23日 | 2.725％                  | 3.263％                  | 2.9％                    | [ 13 ]        |
| 6    | 2017年10月24日 | 3.636％                  | 3.889％                  | 4.5％                    | [ 14 ]        |
| 7    | 2017年10月30日 | 3.266％                  | 4.179％                  | 3.2％                    | [ 15 ]        |
| 8    | 2017年10月31日 | 3.779％                  | 4.242％                  | 4.0％                    | [ 16 ]        |
| 9    | 2017年11月6日  | 3.652％                  | 5.030％                  | 3.3％                    | [ 17 ]        |
| 10   | 2017年11月7日  | 4.197％                  | 5.177％                  | 5.0％                    | [ 18 ]        |
| 11   | 2017年11月13日 | 3.528％                  | 4.082％                  | 3.8％                    | [ 19 ]        |
| 12   | 2017年11月14日 | 3.940％                  | 4.814％                  | 5.0％                    | [ 20 ]        |
| 13   | 2017年11月20日 | 3.545％                  | 4.411％                  | 4.1％                    | [ 21 ]        |
| 14   | 2017年11月21日 | 4.236％                  | 5.273％                  | 4.7％                    | [ 22 ] [ 23 ] |
| 15   | 2017年11月27日 | 3.786％                  | 4.982％                  | 4.2％                    | [ 24 ]        |
| 16   | 2017年11月28日 | 4.931％                  | 5.862％                  | 5.0％                    | [ 25 ]        |
| 平均 | 平均           | 3.463％                  | 4.271％                  | 3.8％                    |               |

## 賞とノミネート
| 年   | 賞                                   | カテゴリー | 受賞者       | 結果       |
| ---- | ------------------------------------ | ---------- | ------------ | ---------- |
| 2018 | MBCプラスXジニーミュージックアワード | OST賞      | 「行けない」 | ノミネート |

## 日本での放送

### 放送局
いずれも放送開始日
- 2018年３月14日（Mnet）[26]
- 2019年2月7日（BS日テレ）
- 2024年9月12日（テレビ大阪）[27]

### 配信・レンタル
- U-NEXT
- Netflix
- Hulu
- Abema TV
- Amazon PrimeVideo
- GYAO!

## 国際放送
- ベトナムでは、韓国での最初の放送から2時間後にDANETを介してストリーミング。[要出典]
- Malaysia-NTV7 2018年8月31日月曜日から金曜日の午後4時。
- Singapore-tvNアジア2018年9月27日午後9時45分毎週木曜日と金曜日。
- 東南アジア-tvNアジアは2019年1月3日毎週木曜日と金曜日の午後9時45分（UTC +8）から。
- Philippines-AsianovelaChannel- 2019年4月29日から6月7日毎週月曜日から金曜日の午前9時。

## 各話タイトル
| 話数 | タイトル                   |
| ---- | -------------------------- |
| 1    | 30歳の誕生日は初めてだから |
| 2    | キスは初めてだから         |
| 3    | プロポーズは初めてだから   |
| 4    | 結婚は初めてだから         |
| 5    | 約束は初めてだから         |
| 6    | 私たちの時間は初めてだから |
| 7    | YOLOは初めてだから         |
| 8    | 夫は初めてだから           |
| 9    | 所属は初めてだから         |
| 10   | 嫁生活は初めてだから       |
| 11   | この海は初めてだから       |
| 12   | 欲望は初めてだから         |
| 13   | 彼の部屋は初めてだから     |
| 14   | 告白は初めてだから         |
| 15   | ハーフタイムは初めてだから |
| 16   | この人生は初めてだから     |

## 漫画
本作のコミカライズが2022年8月9日より「comico」（NHN comico）にて、毎週火曜更新で連載されている。原作はYoon Nan-joong、構成は幸田悠希、作画はSowaKaが担当。